# España en los Juegos Paralímpicos de Sídney 2000
España estuvo representada en los Juegos Paralímpicos de Sídney 2000 por un total de 210 deportistas, 158 hombres y 52 mujeres.

## Medallistas
El equipo paralímpico español obtuvo las siguientes medallas:
| Nombre | Deporte                    | Evento                                                |
| --- | -------------------------- | ----------------------------------------------------- |
| Oro |                            |                                                       |
| Purificación Santamarta                                                                                   | Atletismo                  | 400 m T11 femenino                                    |
| Rosalía Lázaro                                                                                            | Atletismo                  | Salto de longitud F12 femenino                        |
| José Antonio Expósito                                                                                     | Atletismo                  | 100 m T20 masculino                                   |
| José Antonio Expósito                                                                                     | Atletismo                  | Salto de longitud F20 masculino                       |
| César Carlavilla                                                                                          | Atletismo                  | 800 m T12 masculino                                   |
| César Carlavilla                                                                                          | Atletismo                  | 1500 m T12 masculino                                  |
| Iván Hompanera                                                                                            | Atletismo                  | 800 m T36 masculino                                   |
| Iván Hompanera                                                                                            | Atletismo                  | 5000 m T38 masculino                                  |
| Enrique Sánchez-Guijo                                                                                     | Atletismo                  | 200 m T11 masculino                                   |
| Juan López                                                                                                | Atletismo                  | 400 m T20 masculino                                   |
| José Javier Conde                                                                                         | Atletismo                  | Maratón T46 masculino                                 |
| Alfonso Fidalgo                                                                                           | Atletismo                  | Disco F11 masculino                                   |
| David Casinos                                                                                             | Atletismo                  | Peso F11 masculino                                    |
| José Manuel Rodríguez                                                                                     | Atletismo                  | Triple salto F11 masculino                            |
| Manuel Díaz                                                                                               | Ciclismo en ruta           | Ruta tándem clase abierta masculino                   |
| Anaís García                                                                                              | Natación                   | 100 m libre S11 femenino                              |
| Anaís García                                                                                              | Natación                   | 400 m libre S11 femenino                              |
| Sara Carracelas                                                                                           | Natación                   | 50 m espalda S2 femenino                              |
| Déborah Font                                                                                              | Natación                   | 100 m braza SB12 femenino                             |
| Richard Oribe                                                                                             | Natación                   | 50 m libre S4 masculino                               |
| Richard Oribe                                                                                             | Natación                   | 100 m libre S4 masculino                              |
| Richard Oribe                                                                                             | Natación                   | 200 m libre S4 masculino                              |
| Sebastián Rodríguez                                                                                       | Natación                   | 50 m libre S5 masculino                               |
| Sebastián Rodríguez                                                                                       | Natación                   | 100 m libre S5 masculino                              |
| Sebastián Rodríguez                                                                                       | Natación                   | 200 m libre S5 masculino                              |
| Enrique Floriano                                                                                          | Natación                   | 200 m estilos SM13 masculino                          |
| Enrique Floriano                                                                                          | Natación                   | 400 m libre S13 masculino                             |
| Miguel Luque                                                                                              | Natación                   | 50 m braza SB3 masculino                              |
| Héctor López                                                                                              | Natación                   | 50 m espalda S2 masculino                             |
| Daniel Vidal                                                                                              | Natación                   | 50 m mariposa S6 masculino                            |
| Ricardo Ten                                                                                               | Natación                   | 100 m braza SB4 masculino                             |
| Jesús Collado                                                                                             | Natación                   | 100 m mariposa S9 masculino                           |
| Javier Torres                                                                                             | Natación                   | 150 m estilos SM4 masculino                           |
| Pablo Cimadevila                                                                                          | Natación                   | 200 m estilos SM5 masculino                           |
| Jaime Serrano                                                                                             | Natación                   | 400 m libre S9 masculino                              |
| Richard Oribe Sebastián Rodríguez Daniel Vidal Javier Torres                                              | Natación                   | 4 × 50 m libre (20 ptos.) masculino                   |
| Vicente Gil Sebastián Rodríguez Ricardo Ten Jordi Gordillo Daniel Vidal Pablo Cimadevila Javier Torres    | Natación                   | 4 × 50 m estilos (20 ptos.) masculino                 |
| Álvaro Valera                                                                                             | Tenis de mesa              | Individual 8 masculino                                |
| Plata |                            |                                                       |
| Purificación Santamarta                                                                                   | Atletismo                  | 100 m T12 femenino                                    |
| Beatriz Mendoza                                                                                           | Atletismo                  | 200 m T12 femenino                                    |
| Juan López                                                                                                | Atletismo                  | 100 m T20 masculino                                   |
| José Javier Conde                                                                                         | Atletismo                  | 5000 m T46 masculino                                  |
| Alfonso Fidalgo                                                                                           | Atletismo                  | Peso F11 masculino                                    |
| José Manuel Rodríguez                                                                                     | Atletismo                  | Salto de longitud F11 masculino                       |
| Luis Bullido                                                                                              | Atletismo                  | 400 m T11 masculino                                   |
| Abel Ávila                                                                                                | Atletismo                  | 800 m T12 masculino                                   |
| Santiago Sanz                                                                                             | Atletismo                  | 5000 m T52 masculino                                  |
| Íñigo García                                                                                              | Atletismo                  | Peso F12 masculino                                    |
| Ignacio Ávila Luis Bullido César Carlavilla Pedro Delgado                                                 | Atletismo                  | 4 × 400 m T13 masculino                               |
| José Manuel Fernández David Barrallo Marcos Francisco Dueñas Juan Martínez                                | Atletismo                  | 4 × 400 m T46 masculino                               |
| Antonio Cid                                                                                               | Bochas                     | Individual BC1 mixto                                  |
| Yolanda Martín Santiago Pesquera                                                                          | Bochas                     | Dobles BC3 mixto                                      |
| Francisco Javier Beltrán Antonio Cid Jesús Fraile Álvaro Galán                                            | Bochas                     | Equipo BC1-BC2 mixto                                  |
| José Andrés Blanco                                                                                        | Ciclismo en pista          | Persecución individual LC3 mixto                      |
| Abelardo Gandía                                                                                           | Ciclismo en pista          | Persecución individual tándem clase abierta masculino |
| María Ángeles Calderón Concepción Dueso Concepción Hernández Sara Luna Jessica Malagón María Begoña Redal | Golbol                     | Torneo femenino                                       |
| Yolanda Jurado                                                                                            | Natación                   | 50 m braza SB14 femenino                              |
| Teresa Perales                                                                                            | Natación                   | 50 m mariposa S5 femenino                             |
| Sara Carracelas                                                                                           | Natación                   | 100 m libre S2 femenino                               |
| Ana García-Arcicollar                                                                                     | Natación                   | 400 m libre S12 femenino                              |
| Enrique Floriano                                                                                          | Natación                   | 100 m espalda S13 masculino                           |
| Jaime Serrano                                                                                             | Natación                   | 200 m estilos SM9 masculino                           |
| Daniel Vidal                                                                                              | Natación                   | 50 m libre S6 masculino                               |
| Juan Francisco Jiménez                                                                                    | Natación                   | 400 m libre S8 masculino                              |
| Enrique Tornero                                                                                           | Natación                   | 400 m libre S9 masculino                              |
| José Manuel Ruiz                                                                                          | Tenis de mesa              | Individual 10 masculino                               |
| David García                                                                                              | Yudo                       | –66 kg masculino                                      |
| Rafael Moreno                                                                                             | Yudo                       | +100 kg masculino                                     |
| Bronce |                            |                                                       |
| Beatriz Mendoza                                                                                           | Atletismo                  | 100 m T12 femenino                                    |
| Susana Echeverría                                                                                         | Atletismo                  | Jabalina F20 femenino                                 |
| Santiago Sanz                                                                                             | Atletismo                  | 800 m T52 masculino                                   |
| José Manuel Fernández                                                                                     | Atletismo                  | 800 m T46 masculino                                   |
| Pedro Delgado                                                                                             | Atletismo                  | 1500 m T11 masculino                                  |
| Óscar Serrano                                                                                             | Atletismo                  | 1500 m T12 masculino                                  |
| Jesús González                                                                                            | Atletismo                  | 1500 m T36 masculino                                  |
| Rubén Álvarez                                                                                             | Atletismo                  | Triple salto F46 masculino                            |
| Francisco Jesús Méndez                                                                                    | Atletismo                  | Peso F54 masculino                                    |
| Julio Requena                                                                                             | Atletismo                  | 200 m T11 masculino                                   |
| Juan Antonio Prieto Julio Requena Enrique Sánchez-Guijo Juan Viedma                                       | Atletismo                  | 4 × 100 m T13 masculino                               |
| Francisco Javier Beltrán                                                                                  | Bochas                     | Individual BC1 mixto                                  |
| Jesús Fraile                                                                                              | Bochas                     | Individual BC2 mixto                                  |
| Christian Venge                                                                                           | Ciclismo en pista          | Persecución individual tándem clase abierta masculino |
| José Andrés Blanco                                                                                        | Ciclismo en ruta           | Ruta LC3 mixto                                        |
| Francisco Javier Suárez                                                                                   | Ciclismo en ruta           | Ruta tándem clase abierta masculino                   |
| Daniel Lamata                                                                                             | Esgrima en silla de ruedas | Espada individual B masculino                         |
| Teresa Perales                                                                                            | Natación                   | 50 m espalda S5 femenino                              |
| Teresa Perales                                                                                            | Natación                   | 50 m libre S5 femenino                                |
| Teresa Perales                                                                                            | Natación                   | 100 m libre S5 femenino                               |
| Teresa Perales                                                                                            | Natación                   | 200 m libre S5 femenino                               |
| Sara Carracelas                                                                                           | Natación                   | 50 m libre S2 femenino                                |
| Ana García-Arcicollar                                                                                     | Natación                   | 100 m mariposa S12 femenino                           |
| Raquel Saavedra                                                                                           | Natación                   | 100 m espalda S11 femenino                            |
| Déborah Font                                                                                              | Natación                   | 400 m libre S12 femenino                              |
| Jesús Collado                                                                                             | Natación                   | 100 m espalda S9 masculino                            |
| Jesús Collado                                                                                             | Natación                   | 200 m estilos SM9 masculino                           |
| Javier Torres                                                                                             | Natación                   | 50 m braza SB3 masculino                              |
| Juan Francisco Jiménez                                                                                    | Natación                   | 100 m libre S8 masculino                              |
| Miguel Ángel Déniz                                                                                        | Natación                   | 100 m espalda S11 masculino                           |
| Francisco Segarra                                                                                         | Natación                   | 100 m espalda S12 masculino                           |
| Samuel Soler                                                                                              | Natación                   | 200 m libre S3 masculino                              |
| Enrique Floriano Francisco Segarra Luis Antonio Arévalo Miguel Ángel Déniz                                | Natación                   | 4 × 100 m estilos S11-13 masculino                    |
| Manuel Robles                                                                                             | Tenis de mesa              | Individual 5 masculino                                |
| Ángel Garrido                                                                                             | Tenis de mesa              | Individual 11 masculino                               |
| Enrique Agudo José Manuel Ruiz                                                                            | Tenis de mesa              | Equipo 10 masculino                                   |
| Francisco Ángel Soriano                                                                                   | Tiro                       | Pistola libre SH1 mixto                               |
| José Carlos Ruiz                                                                                          | Yudo                       | –60 kg masculino                                      |